# Ruslan Poladov
Ruslan Poladov (30 novembre 1979) è un ex calciatore azero, di ruolo difensore o centrocampista.

## Carriera

### Club
Ha sempre giocato nella massima serie del proprio paese con varie squadre.

### Nazionale
Debutta nel 2005 con la nazionale azera.

## Palmarès

### Club

#### Competizioni nazionali
- Campionato azero: 1

Qarabağ: 2016-2017
- Coppa d'Azerbaigian: 2

Xəzər-Lənkəran: 2010-2011
Qarabağ: 2016-2017